# Atherigona daviesi
Atherigona daviesi är en tvåvingeart som beskrevs av Adrian C. Pont 1981. Atherigona daviesi ingår i släktet Atherigona och familjen husflugor. Inga underarter finns listade i Catalogue of Life.